# Малая Оленья улица
Ма́лая Оле́нья у́лица — улица, расположенная в Восточном административном округе города Москвы на территории района Сокольники.

## История
Улица получила своё название (вместе с Большой Оленьей улицей, по сравнению с которой она короче, и Малым Оленьим переулком) в XIX веке по расположению близ Оленьих прудов и Оленьей рощи (последняя вошла в городскую черту Москвы в 1879 г.). Названия прудов и рощи связаны с местами, где устраивались царские охоты при царе Алексее Михайловиче.

## Расположение
Малая Оленья улица проходит от 2-го Ширяевского переулка на северо-запад до Богородского шоссе.

## Транспорт

### Наземный транспорт
По Малой Оленьей улице не проходят маршруты наземного общественного транспорта. У юго-восточного конца улицы, на пересечении Большой Ширяевской улицы и 2-го Ширяевского переулка, расположена остановка «Детский сад» трамваев 4л, 4п, 25, у северо-западного, на пересечении Богородского шоссе и 2-го Ширяевского переулка, — остановка «Большая Ширяевская улица» трамваев 4л, 4пр, 25.

### Метро
- Станция метро «Преображенская площадь» Сокольнической линии — юго-восточнее улицы, на Преображенской площади на пересечении Малой Черкизовской улицы с Краснобогатырской улицей и улицей Преображенский Вал
- Станции метро «Сокольники» Сокольнической линии и «Сокольники» Большой кольцевой линии (соединены переходом) — юго-западнее улицы, на Сокольнической площади